# Palghar
Palghar is een nagar panchayat (plaats) in het district Palghar van de Indiase staat Maharashtra. 

## Demografie
Volgens de Indiase volkstelling van 2001 wonen er 52.699 mensen in Palghar, waarvan 54% mannelijk en 46% vrouwelijk is. De plaats heeft een alfabetiseringsgraad van 73%. 